# جسر محمد السادس
جسر أبي رقراق أو قنطرة سلا، رسمياً: جسر محمد السادس هو جسر معلق يقع بجهة الرباط سلا القنيطرة الشمال الغربي المغرب. يحمل الجسر الطريق السيار المداري للرباط، ويعتبر أكبر جسر معلق في أفريقيا، كما يشكل معبراً للتواصل بين ضفتي وادي أبي رقراق، استعمل في بنائه أحدث التقنيات المتعلقة ببناء الجسور، ويمتد على طول 950 مترا ويتوفر على برجين بارتفاع يبلغ 200 متر وسطيحة يفوق عرضها 30 مترا.

## المواصفات
يدخل جسر أبي رقراق في صنف الجسور المعلّقة، ويتميز بهندسته المستوحاة من الحضارة العربية الإسلامية، لا سيما بُرجيه المقوسين اللذان يرمزان إلى أبواب مدينتي الرباط وسلا، وتم رفع قنطرة محمد السادس وتدعيمها بواسطة 40 زوجاً من الحبال الحديدية تفصل بين كل زوج مسافة 8 أمتار، وتطلب إنجازها 12 ألف طنّ من الفولاذ و 70 ألف متر مكعب من الخرسانة.

## دور الجسر
يمر على طريق قنطرة محمد السادس أكثر من 13 ألف سيارة يومياً، في ما تبلغ حركة السير المرتقبة على طول مشروع الطريق السيار المداري 33 ألف سيارة بين سلا الجديدة وسلا و 20 ألف سيارة على باقي الطريق السيّار. وسيمكن هذا المشروع الرابط بين المحاور الكبرى للطريق السيار بجنوب ووسط وشمال وشرق البلاد، من تخفيف الاكتظاظ على الطريق السريع الحالي المار بمدينة الرباط، والذي يتميز بحركة سير مكثفة للعربات الثقيلة، مما سيتيح خفض انبعاث الغازات المسببة للانحباس الحراري، كما سيوفر بنية تحتية ذات تجهيزات ومرافق تضمن الراحة والسلامة لنحو 20 ألف عربة ستعبره كل يوم.
كما ستكون للمشروع عائدات اقتصادية كبرى على التجمعين الحضريين للرباط وسلا، وعلى حركة العبور من حيث الربح على مستوى الوقت والمسار وكلفة النقل.

## المُصممون
تمت الاستعانة بخبرات متعددة أجنبية ومحليّة في بناء جسر محمد السادس، حيث يصاحب الشركة الوطنية للطرق السيارة بالمغرب، صاحبة المشروع، تجمع «كوفيك – مبيك» الصيني، وتستفيد من المساعدة التقنية لشركة «سيتيك – طي بي إي» الفرنسية، بالإضافة إلى المختبر المغربي «إل بي أو أو». وفي شهر ماي سنة 2016، تم إجراء عملية فحص تقني للجسر، بالاعتماد على تقنية يابانية تجرب لأول مرة خارج حدود اليابان. وترتكز تقنية «نينجاتيك» على تكنولوجيا تهم المنشآت الواقعة في المناطق المرتفعة التي يصعب الوصول إليها، إذ تمكن هذه التقنية من الفحص الدقيق عبر المعاينة التي تتيحها التدخلات الفورية.

## روابط خارجية
- موقع وكالة تهيئة نهر أبي رقراق (بالفرنسية)
- صفحة نهر أبي رقراق على موقع مدينة الرباط (بالفرنسية)
- موقع مرسى نهر أبي رقراق (بالفرنسية)